# Tatsuya Yamashita
Tatsuya Yamashita (jap. 山下 達也, Yamashita Tatsuya; * 7. November 1987 in Akashi, Präfektur Hyōgo) ist ein japanischer Fußballspieler.

## Karriere
Tatsuya Yamashita erlernte das Fußballspielen in der Schulmannschaft der Mikage Technical High School. Seinen ersten Vertrag unterschrieb er 2006 bei Cerezo Osaka. Der Club aus Osaka spielte in der höchsten Liga des Landes, der J1 League. Ende 2007 musste er mit Osaka den Weg in die zweite Liga antreten. 2009 wurde er mit dem Club Vizemeister der J2 und stieg wieder in die erste Liga auf. 2011 wechselte er ablösefrei zum Zweitligisten Hokkaido Consadole Sapporo nach Sapporo. Im gleichen Jahr stieg er mit dem Club als Tabellendritter in die erste Liga auf. Nach dem Aufstieg kehrte er wieder zu Cerezo Osaka zurück. Von 2012 bis 2014 spielte er mit Osaka erstklassig. Zum Ende der Saison 2014 musste er wieder in die zweite Liga absteigen. Zweitklassig spielte er bis 2016. Als Tabellenvierter stieg er Ende 2016 wieder in die erste Liga auf. 2017 stand er mit Osaka im Finale des J.League Cup und des Kaiserpokals. Den J.League Cup gewann er im Endspiel gegen Kawasaki Frontale mit 2:0. Im Kaiserpokal-Finale besiegte man die Yokohama F. Marinos mit 2:1. Den japanischen Supercup gewann er 2018 im Spiel gegen Kawasaki Frontale. Hier siegte man 3:2. Nach 206 Spielen verließ er den Club im August 2019 und schloss sich dem Zweitligisten Kashiwa Reysol aus Kashiwa an. Ende 2019 wurde er mit Kashiwa Meister der zweiten Liga und stieg in die erste Liga auf. Nach insgesamt 31 Ligaspielen wechselte er im Januar 2022 nach Osaka zu seinem ehemaligen Verein Cerezo Osaka.

## Erfolge
Cerezo Osaka
- J2 League: 2009 (Vizemeister)  ▲
- J.League Cup: 2017
- Kaiserpokal: 2017
- Japanischer Fußball-Supercup: 2018

Kashiwa Reysol
- J2 League: 2019  ▲